# José Fontanet
José Fontanet Petit (* 22. Juli 1900 in Barcelona; † 31. Dezember 1941 ebenda) war ein spanischer Wasserballspieler.

## Karriere
Fontanet nahm 1920 erstmals an Olympischen Spielen teil. In Antwerpen erreichte er mit der spanischen Nationalmannschaft den achten Rang. Vier Jahre später wurde er bei den Spielen in Paris mit der Wasserballnationalmannschaft erneut Achter.
Auf nationaler Ebene gewann er in den Jahren 1920 und 1921 die spanische Meisterschaft mit der Mannschaft von Club Natació Barcelona.